# レースアナウンサー養成講座
レースアナウンサー養成講座（レースアナウンサーようせいこうざ）は、ラジオNIKKEIが主催する競馬・競輪・競艇といったレース実況のアナウンサーを養成するための講座である。

## 講師
- 白川次郎（フリーアナウンサー・元ラジオNIKKEIチーフアナウンサー）
- 宇野和男（フリーアナウンサー・元ラジオNIKKEIアナウンサー）
- 佐藤泉（フリーアナウンサー・元ラジオNIKKEIチーフアナウンサー）
- 木和田篤（ラジオNIKKEIアナウンサー）
- 山本直也（フリーアナウンサー・元ラジオNIKKEIアナウンサー）
- 中野雷太（ラジオNIKKEI常勤取締役）

## ゲスト講師
- 杉本清（フリーアナウンサー・元関西テレビアナウンサー）
- 井崎脩五郎（競馬評論家）
- 松岡俊道（フリーアナウンサー）

## 主な修了生
- 1期生
  - 三浦拓実（NHK→ラジオNIKKEI）
- 2期生
  - 吉本靖（フリー・元ラジオNIKKEI）
  - 大川充夫（耳目社）
- 3期生
  - 中野雷太（ラジオNIKKEI）
  - 細渕武揚（ラジオ日本）
  - 岡村久則（静岡放送）
- 5期生
  - 舩山陽司（NHK→ラジオNIKKEI→フリー→浅井企画）
  - 二宮淳一（オフィス・ケイ・ステーション）
- 6期生
  - 梅中悠介（大分朝日放送→新潟総合テレビ→テレビ埼玉→ジョイスタッフ）
- 7期生
  - 堂前英男（オフィス・ケイ・ステーション）
- 8期生
  - 高木大介（テレビ愛知→フリー）
- 9期生
  - 清水俊輔（テレビ朝日）
- 10期生
  - 山中寛（耳目社）
- 13期生
  - 清水久嗣（TOKYO FM→ニッポン放送→フリー）
  - 水野善公（高知さんさんテレビ→北海道放送）
- 14期生
  - 飯田浩司（ニッポン放送）
- 16期生
  - 斎藤一平（フリー）
- 18期生
  - 米田元気（福島テレビ→ラジオNIKKEI）
  - 瀧口俊介（石川テレビ→ラジオ日本)
- 25期生
  - 小屋敷彰吾（ラジオNIKKEI→ラジオ日本）